# Dødekult
Dødekult er religiøse handlinger, der udføres for at sikre en afdøds eksistens efter døden. Mumificering og balsamering af den døde krop, så den ikke forgår er helt centralt. Offergaver og og offerritualer spiller ligeledes en stor rolle.
Særligt kendt er dødekulten i Egypten, hvor gravmomumenter som pyramiderne og mange kendte mumier stadig kan ses.